# Stickmustertuch

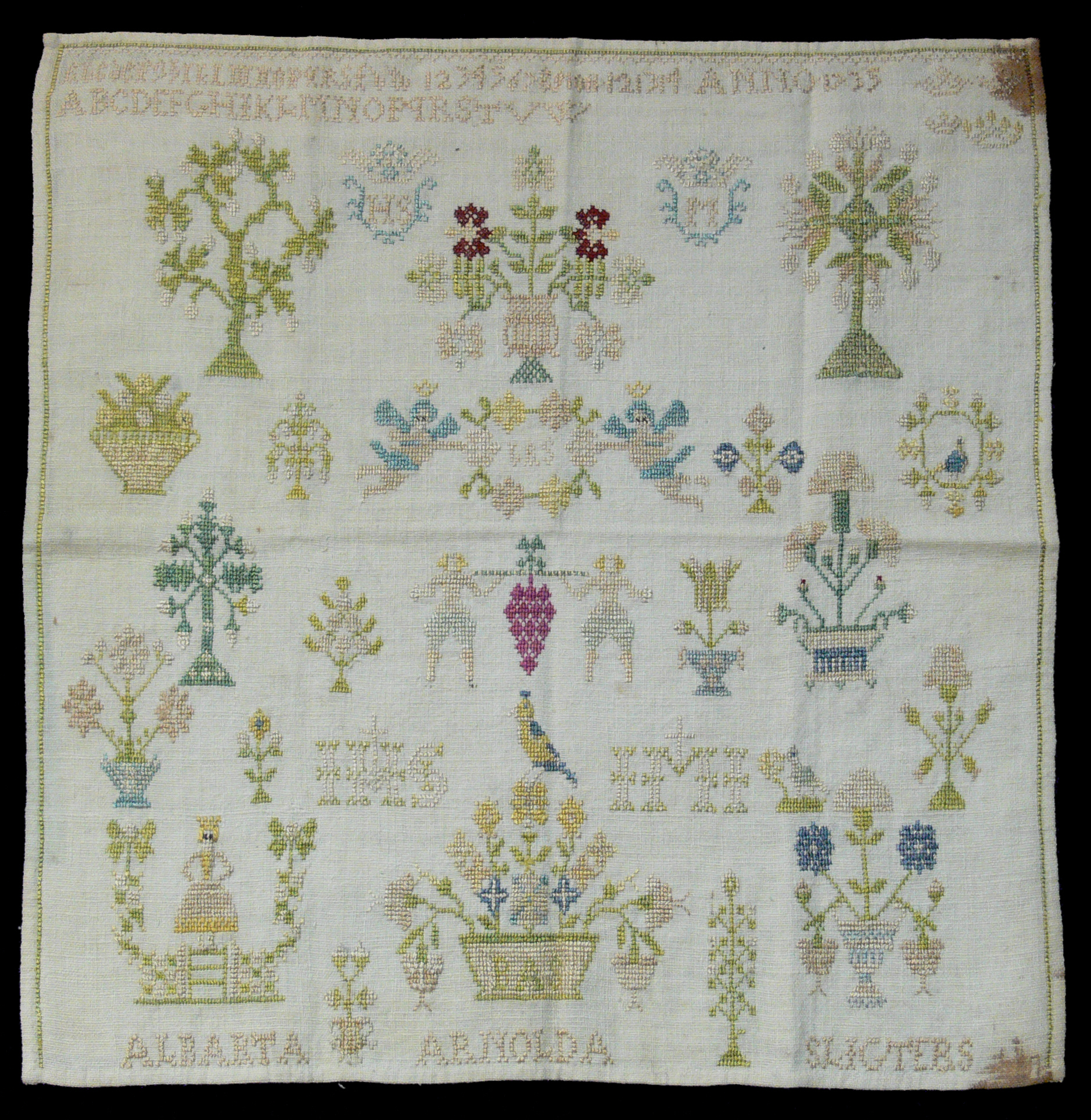
Deutsches Stickmustertuch von 1735

Stickmustertücher, frühneuzeitlich Modeltücher, engl. sampler, sind Stoffabschnitte, bevorzugt aus Leinen, auf die meist in Kreuzstichtechnik bestimmte tradierte, aber individuell ausgewählte Bortenmuster, Symbole, Bildmotive, Buchstaben und Zahlen gestickt sind. Sie dienten sowohl zum Erlernen und Üben der Sticktechnik als auch zum Merken und Überliefern des Motivrepertoires; ihre Anfertigung war lange Zeit fester Bestandteil der familiären und schulischen Mädchenerziehung. Meist enthalten sie ein Entstehungsdatum und den Namen der Verfertigerin.

## Geschichte
Die ältesten erhaltenen Stickmustertücher des europäischen Kontinents stammen aus der zweiten Hälfte des 17. Jahrhunderts. Vorausgegangen waren ihnen seit dem frühen 16. Jahrhundert gedruckte Musterbücher mit Holzschnitten, später auch Kupferstichen, die Muster und Motive für Web-, Strick- und Stickarbeiten bereitstellten. Im Laufe des 17. und 18. Jahrhunderts ging deren Überlieferung von den Vorlagebüchern auf ausgeführte, dicht mit Mustern und Bildmotiven bestickte Mustertücher über. Als Teil der Ausbildung in häuslichen Tätigkeiten gehörte die Anfertigung solcher Proben in den Bereich der privaten Erziehung bürgerlicher Mädchen. Da auch ansonsten undekorierte Wäschestücke wenigstens mit Besitzer-Initialen gekennzeichnet wurden, um sie zum Beispiel auf der gemeinsamen Bleiche auseinanderhalten zu können, wurden auch Alphabete und Ziffern in Stickmuster umgesetzt.
Bei den ältesten Tüchern überwiegen noch ornamental fortlaufende Muster in Durchbrucharbeit oder komplizierten Sticharten wie Platt-, Ketten- und Flechtstich. Im 18. Jahrhundert dann konzentriert sich die Technik auf den Kreuzstich, der mit starkfarbigen Wollfäden auf die Leinenunterlage gesetzt wurde. Gleichzeitig ist eine Tendenz zu symmetrischer Anlage und einer Anhäufung kleinformatiger Motive bei bildhafter Geschlossenheit zu beobachten. Ein Kanon häufig wiederkehrender Motive (Lebensbaum, Segelschiff, heraldisch stilisierte Tiere, Blumen und Sträuße, Gebäude) hatte sich herausgebildet und wurde über Generationen tradiert. Rückschlüsse von den Bildmotiven auf die Herstellerinnen der betreffenden Mustertücher wird man daher kaum ziehen können. Allerdings sind alttestamentliche Szenen zum Beispiel Josua und Kaleb eher in den protestantischen Landschaften des Nordens verbreitet mariologische und christologische Elemente, zum Beispiel die Kreuzigung, ein Osterlamm, Arma Christi oder Heiligendarstellungen dagegen im katholischen Süddeutschland eher verbreitet.

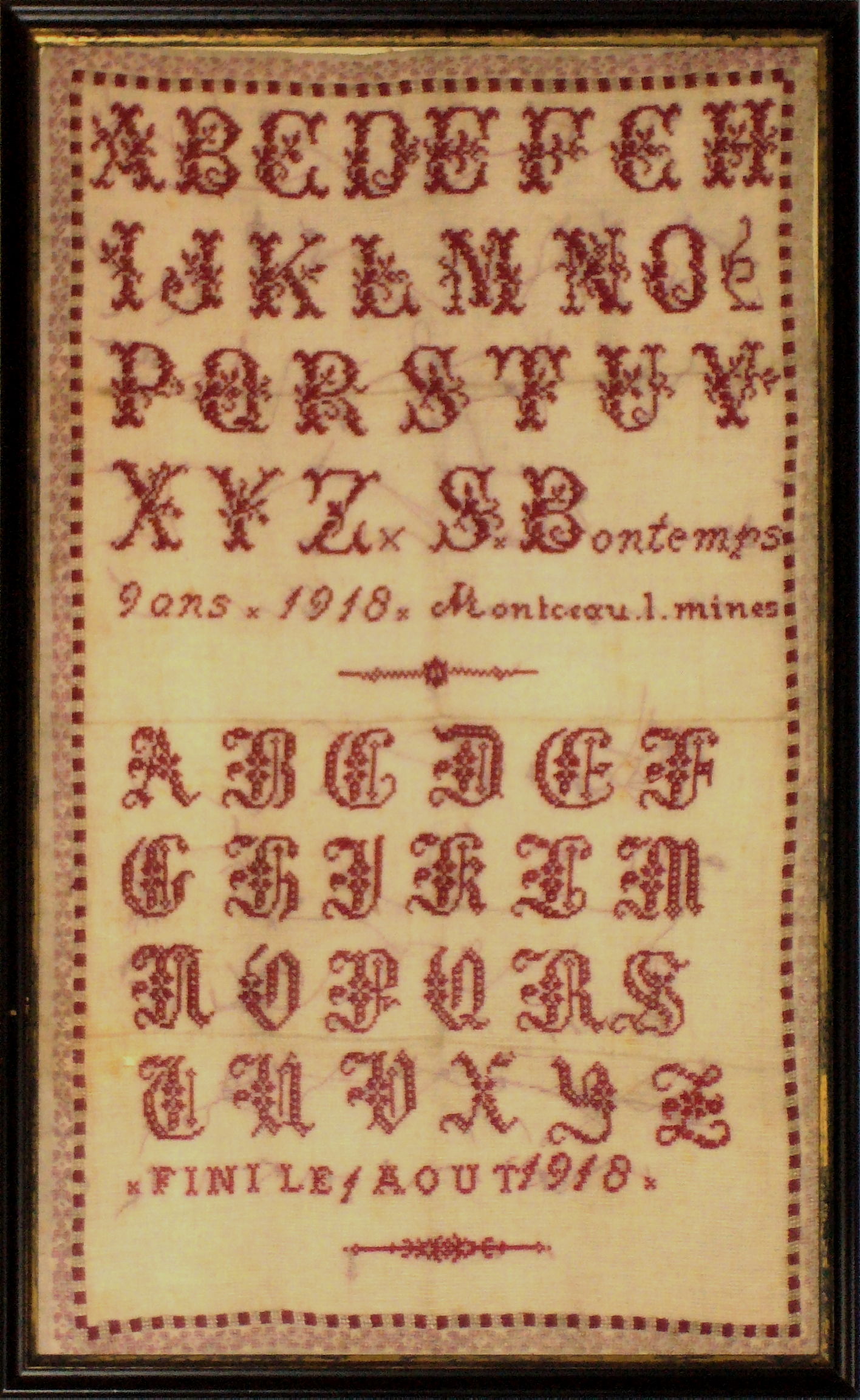
Französisches Stickmustertuch von 1918

Um die Mitte des 19. Jahrhunderts waren die Stickmustertücher fester Bestandteil der schulischen Mädchenerziehung geworden und hatten Eingang in Lehrpläne und -bücher gefunden. 1872 wurde in Preußen der Handarbeitsunterricht an den Schulen vereinheitlicht. Hier bestanden die Mustertücher seitdem aus vorkonfektionierten Straminquadraten, auf die von den Schülerinnen mit türkischrotem Baumwollgarn das Alphabet und Ziffern, aber kaum noch Ornamente und keine Bildmotive mehr gestickt wurden.
Die Rolle des Stickmustertuchs als Übungs- und Lernmedium ging dem Ende entgegen, seit die Reformbewegungen der Jahrhundertwende die kindliche Kreativität stärker betonten. Spätestens nach dem Ersten Weltkrieg, als sich ein die unangemessene Disziplinierung ausschließendes Bildungsideal der Weimarer Zeit durchsetzte, fand es keine Verwendung mehr. Viele Stickmustertücher sind dann in Museumsbestände eingegangen, werden aber aus konservatorischen Gründen meist nur vorübergehend gezeigt.
Gleichwohl leben das Anfertigen von Stickmustertüchern und die Pflege ihrer Motivwelt als nostalgische Freizeitbeschäftigungen von Erwachsenen bis heute fort.